# Милтијад Старији
Милтијад Старији (грч. Μιλτιάδης ὁ Πρεσβύτερος; умро 524. п. н. е.) био је атински војсковођа и државник.

## Биографија
Милтијад је потицао из угледне породице Филаида. Према неким изворима се сукобио са тиранином Пизистратом. Око 550. године п. н. напустио је Атину и основао атинску колонију на Тракијском Херсону (данашње Галипоље). Колонијом је Милтијад владао као тиранин. Сама колонија била је полу-независна од Атине. Милтијад је покорио све градове и колоније на полуострву. Саградио је одбрамбени зид на најужем делу превлаке. Милтијад је умро без деце, а наследио га је много познатији нећак – Милтијад Млађи. 